# Піразинамід
Піразинамі́д — синтетичний протитуберкульозний препарат, що є похідним піразину, для прийому всередину.

## Історія
Уперше піразинамід був синтезований у 1936 році Дальмером і Вальтером, значно раніше, ніж було виявлено його протитуберкульозні властивості. Інтерес до цієї речовини з'явився у зв'язку із дослідженнями французького вченого Шоріна у 1945 році. Він виявив, що нікотинамід інгібує Mycobacterium tuberculosis. Ці постереження були підтверджені у 1948 році групою науковців під керівництвом Маккензі з американської фармацевтичної компанії «Cyanamid». Од ночасно дослідження, які проводилися компаніями «Lederle» і «Merck» встановили у дослідженнях на мишах, що саме піразінамід є тим похідним нікотинаміду, який має найвищий протитуберкульозний ефект. Ці дослідження призвели до відкриття ще двох протитуберкульозних препаратів: ізоніазиду та етіонаміду.. Впровадження піразинаміду до лікування туберкульозу проходило у нетиповий спосіб. Для препарату не проводилось ніяких досліджень in vitro, а проводились виключно дослідження на лабораторних тваринах, результати яких були неоднозначними (деякі дослідження вказували на недостатню активність препарату, зокрема на морських свинках). Після серії досліджень на тваринах було проведено клінічні дослідження на хворих, у яких встановлено високу ефективність піразинаміду. Піразинамідом зацікавилися співробітники однієї з лабораторій Корнелльського університету під керівництвом Уолша Макдермотта. Завдяки їх дослідженням встановлено причину низької активності препарату in vitro і високої активності in vivo (піразинамід діє виключно при кислому pH, а кисле середовище наявне лише при наявності запального процесу в тканинах, при наявності молочної кислоти). Вчені з команди Макдермотта також висловили припущення, що найвищу протитуберкульозну дію має основний метаболіт піразинаміду — піразинова кислота.

## Фармакологічні властивості
Піразинамід — синтетичний протитуберкульозний препарат, що є похідним піразину. Препарат має переважно бактерицидну дію, механізм якої не встановлений. До піразинаміду чутлива виключно туберкульозна паличка. Інші мікроорганізми до препарату нечутливі. Піразинамід застосовують виключно у складі комплексної терапії у зв'язку з швидким розвитком стійкості мікобактерій до препарату при монотерапії.

### Фармакокінетика
Піразинамід швидко всмоктується при пероральному прийомі, максимальна концентрація в крові досягається протягом 2—3 годин. Біодоступність препарату складає 80—90 %. Препарат створює високі концентрації в більшості тканин та рідин організму. Зберігає активність в кислому середовищі казеозних мас, тому препарат часто призначають при різних казеозних процесах. Піразинамід проходить через гематоенцефалічний бар'єр. Піразинамід проникає через плацентарний бар'єр і виділяється в грудне молоко. Препарат метаболізується в печінці з утворенням активних метаболітів. Піразинамід виводиться з організму переважно з сечею у вигляді метаболітів (70 %). Період напіввиведення препарату складає 9—10 годин; при нирковій та печінковій недостатності цей час може збільшуватись.

## Показання до застосування
Піразинамід застосовують для лікування різних форм туберкульозу в складі комбінованої терапії.

## Побічна дія
При застосуванні піразинаміду можливі наступні побічні ефекти:
- Алергічні реакції — нечасто висипання на шкірі, свербіж шкіри, кропив'янка, гарячка; рідко фотосенсибілізація, бронхоспазм, набряк Квінке, анафілактичний шок.
- З боку травної системи — часто нудота, блювання, біль у животі; нечасто печія, металевий присмак в роті, пептична виразка, діарея; рідко при тривалому застосуванні гепатит, жовтяниця, гостра атрофія печінки.
- З боку нервової системи — нечасто головний біль; рідко запаморочення, сплутаність свідомості, галюцинації, судоми, депресія, периферичні неврити, парестезії.
- З боку опорно-рухового апарату — артралгія (згідно даних частини клінічних досліджень, є найчастішим побічним ефектом піразинаміду)[13][14]; рідко спостерігаються міалгія, рабдоміоліз, загострення подагри.
- З боку сечовидільної системи — рідко інтерстиціальний нефрит, дизурія; дуже рідко ниркова недостатність внаслідок рабдоміолізу.
- Зміни в лабораторних аналізах — нечасто еозинофілія; рідко лейкопенія, нейтропенія, тромбоцитопенія, анемія, підвищення рівня сечової кислоти креатиніну і сечовини в крові, підвищення  активності амінотрансфераз в крові, підвищення рівня заліза в сироватці крові.

## Протипоказання
Піразинамід протипоказаний при підвищеній чутливості до препарату, при подагрі, важкій печінковій недостатності, епілепсії, гіпотиреозі, вагітності та годуванні грудьми.

## Форми випуску
Піразинамід випускається у вигляді таблеток по 0,25; 0,5; 0,7; 0,75 та 1 г.